# William R. King
William Rufus DeVane King (ngày 7 tháng 4 năm 1786 – ngày 18 tháng 4 năm 1853) là một chính khách người Mỹ. Ông đã là Phó Tổng thống Hoa Kỳ thứ 13 nhưng tại nhiệm chỉ được 6 tuần thì mất (1853). Trước đó ông là Dân biểu Hoa Kỳ từ North Carolina và là  Thượng nghị sĩ Hoa Kỳ từ Alabama. Ông cũng là  Đại sứ Hoa Kỳ tại Pháp dưới thời vua Louis Philippe I.